# Prinsjesdag

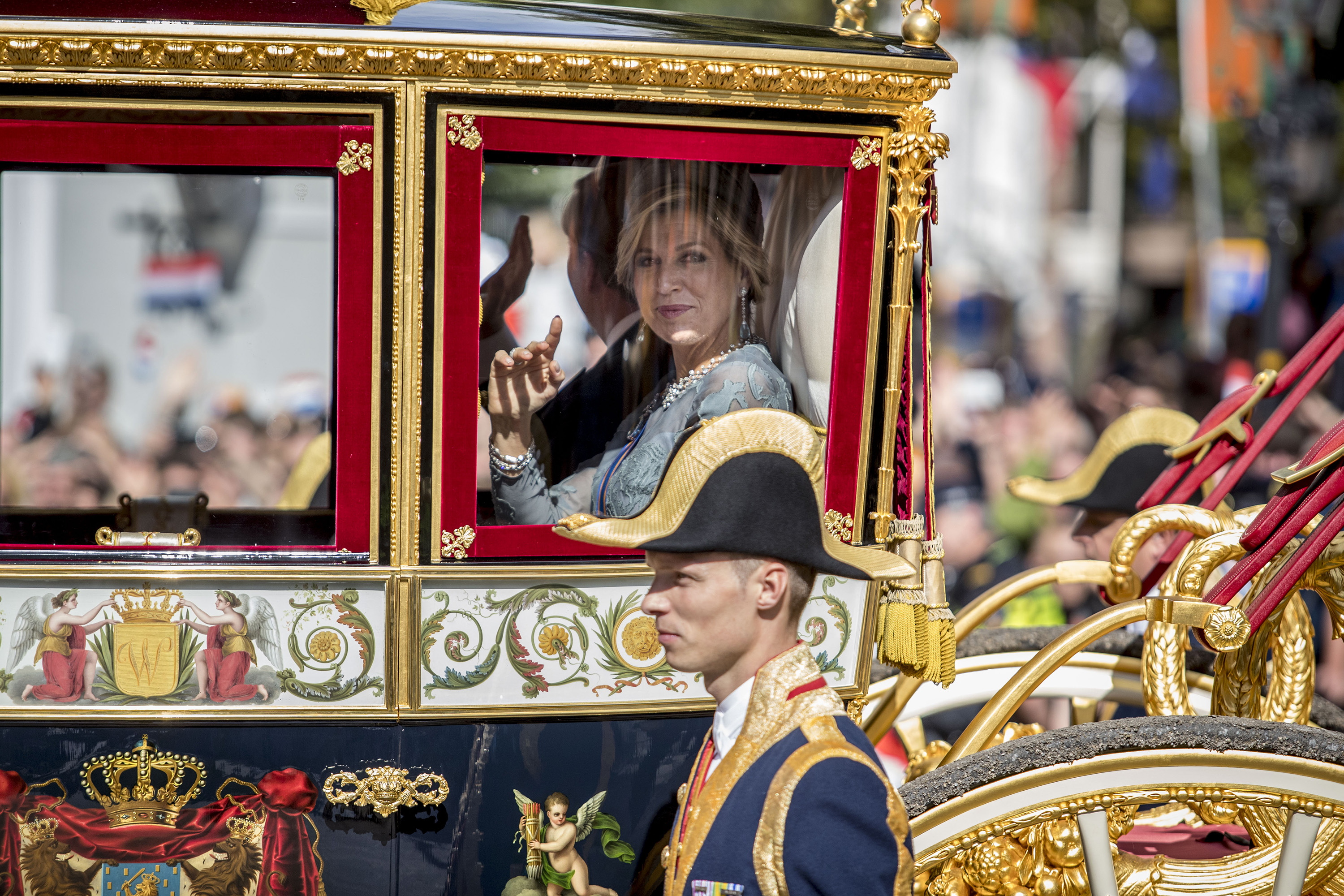
Król Wilhelm-Aleksander i Królowa Maksyma w Złotej Karecie

Prinsjesdag (pol. Dzień Księcia) – uroczystość rozpoczynająca roczną sesję parlamentu holenderskiego odbywająca się co rok w trzeci wtorek września w Hadze. W dniu tym panujący monarcha, obecnie Król Wilhelm-Aleksander, wygłasza mowę tronową przed obiema izbami parlamentu (Stanami Generalnymi) zawierającą założenia polityki rządu i budżetu na następny rok. Dzień ten wyznacza art. 65 Konstytucji Holandii, a art. 105 ust. 2 mówi, że zbiega się to z  przedstawieniem budżetu.

## Historia
Nazwa święta Prinsjesdag wzięła z XVII i XVIII wieku gdy świętowano urodziny książąt Oranje, ówczesnych władców Niderlandów. Święto w znaczeniu dzisiejszym po raz pierwszy obchodzono w roku 1814 i chociaż ustrój Holandii zmienił się na monarchię parlamentarną, to zasada pozostała niezmienna, w tym dniu panujący monarcha wygłasza mowę tronową. Do roku 1848 Król osobiście decydował o treści mowy. Od roku 1888 w konstytucji ustanowiono trzeci wtorek września jako Prinjesdag. Po I wojnie światowej około roku 1930 ustaliła się dzisiejsza tradycja obchodów tego dnia z przerwą na okres II wojny światowej. Od 1948 roku do dziś święto jest co roku obchodzone. Obecnie treść mowy tronowej jest przygotowywana przez urzędującego premiera w uzgodnieniu z ministrami. Pomimo wielowiekowej tradycji i znaczenia tego święta w życiu politycznym Holandii, dzień ten nie jest świętem państwowym i nie jest dniem wolnym od pracy, Lecz w dniu tym wiele osób bierze urlop i przyjeżdża do Hagi aby na ulicach miasta pozdrawiać przejeżdżający orszak królewski.

## Przebieg uroczystości
Król przejeżdża w asyście orkiestry i gwardii narodowej przez Hagę z Pałacu Noordeinde w kierunku budynków parlamentu. Przejazd odbywa się konno i w zabytkowych powozach z zaprzęgiem konnym. W pierwszym powozie zaprzężonym w dwa konie jedzie Szambelan Królewski i Mistrz Ceremonii, w drugim również zaprzężonym w dwa konie jedzie Pierwsza Dama Dworu i Marszałek Dworu Królewskiego. W trzecim, zaprzężonym w cztery konie, jedzie Książę Konstantyn i Księżna Laurencja. W czwartym, w zabytkowej Złotej Karecie (Gouden Koets) jedzie Król Wilhelm-Aleksander wraz z małżonką Królową Maksymą. Wszyscy są odświętnie ubrani, mężczyzn obowiązuje uroczysty strój dyplomatyczny, wojskowi występują w historycznych mundurach a panie w sukniach wizytowych z obowiązkowym nakryciem głowy. Po zajechaniu na dziedziniec budynków parlamentu (Binnenhof) przed wejście do Sali Rycerskiej (Ridderzaal) Mistrz Ceremonii otwiera drzwi Złotej Karety, Król i Królowa wysiadają i wchodzą do Sali Rycerskiej – orkiestra gra hymn Wihelmus. Po wejściu do Sali, Mistrz Ceremonii ogłasza „Król”, wszyscy wstają i czekają aż Król wraz z Królową zajmą miejsca na tronach. Wszyscy siadają, Król rozpoczyna mowę tronową słowami „ Członkowie Stanów Generalnych...”   Po wygłoszeniu mowy tronowej Mistrz Ceremonii ogłasza „Niech żyje Król” a zebrani trzykrotnie wykrzykują „Hura!”. Król i Królowa wychodzą, wsiadają do Złotej Karety i cały orszak konny wraca do Pałacu Noordeinde. Miasto jest odświętnie udekorowane flagami. Na trasie przejazdu gromadzą się tłumy mieszkańców. Uroczystość kończy się Sceną Balkonową – z pałacowego balkonu Król, Królowa i członkowie rodziny królewskiej pozdrawiają wiwatujących mieszkańców. Telewizja prowadzi wielogodzinną bezpośrednią transmisję z przebiegu uroczystości.

## Galeria

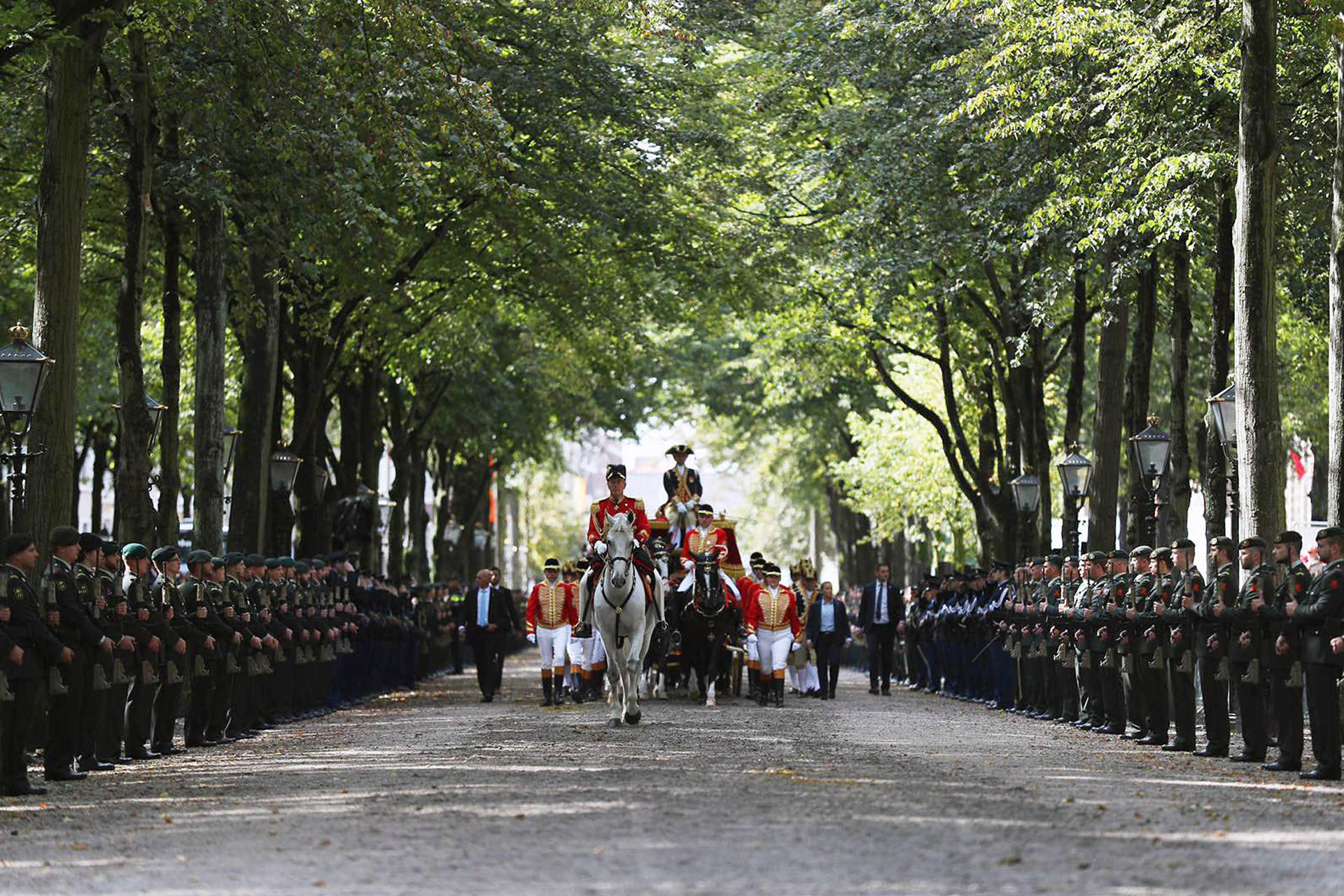
Orszak królewski
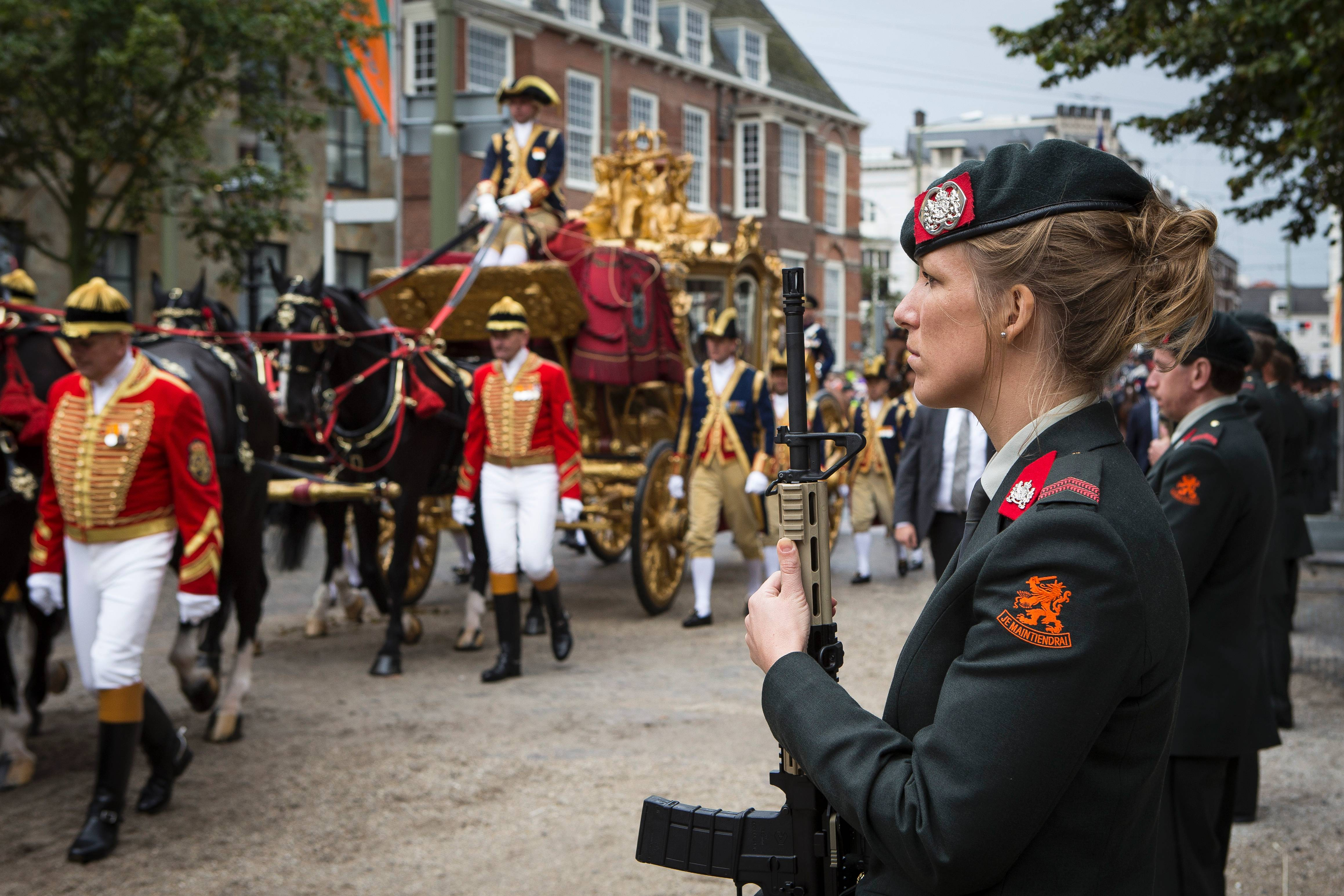
Gouden Koets na ulicy w Hadze
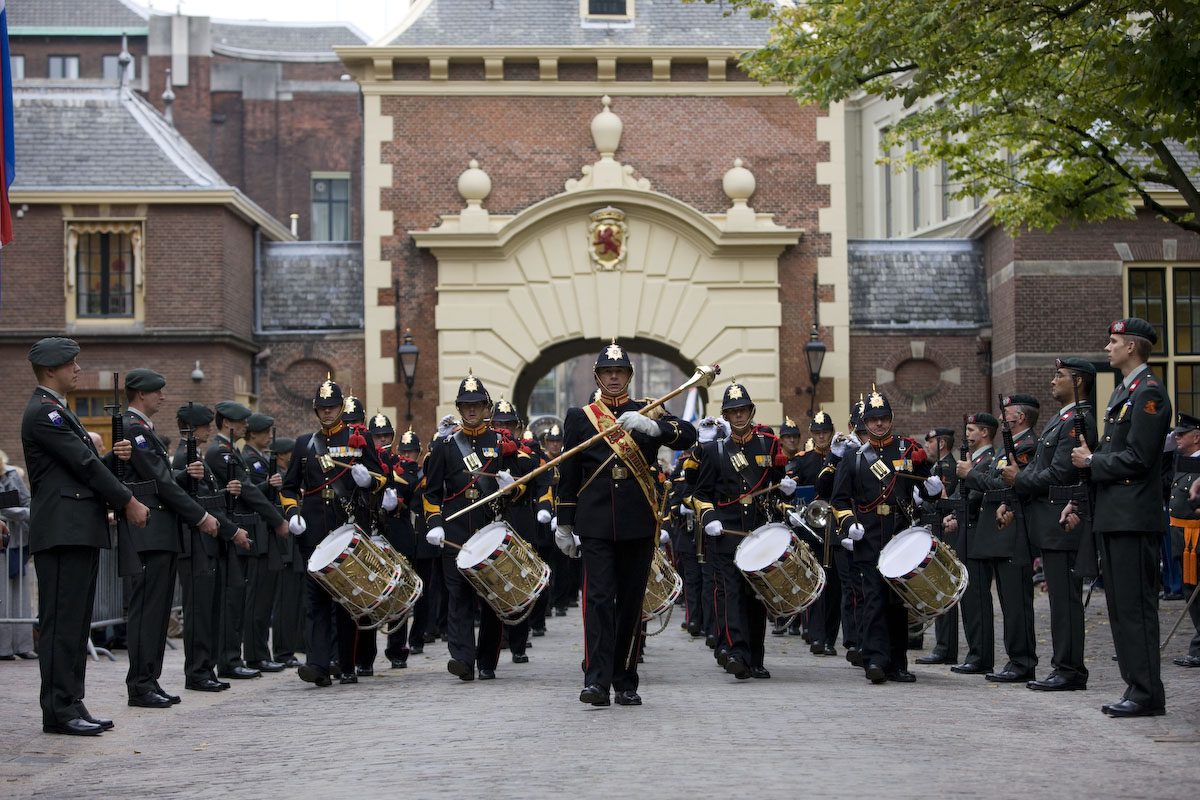
Reprezentacyjna orkiestra wojskowa
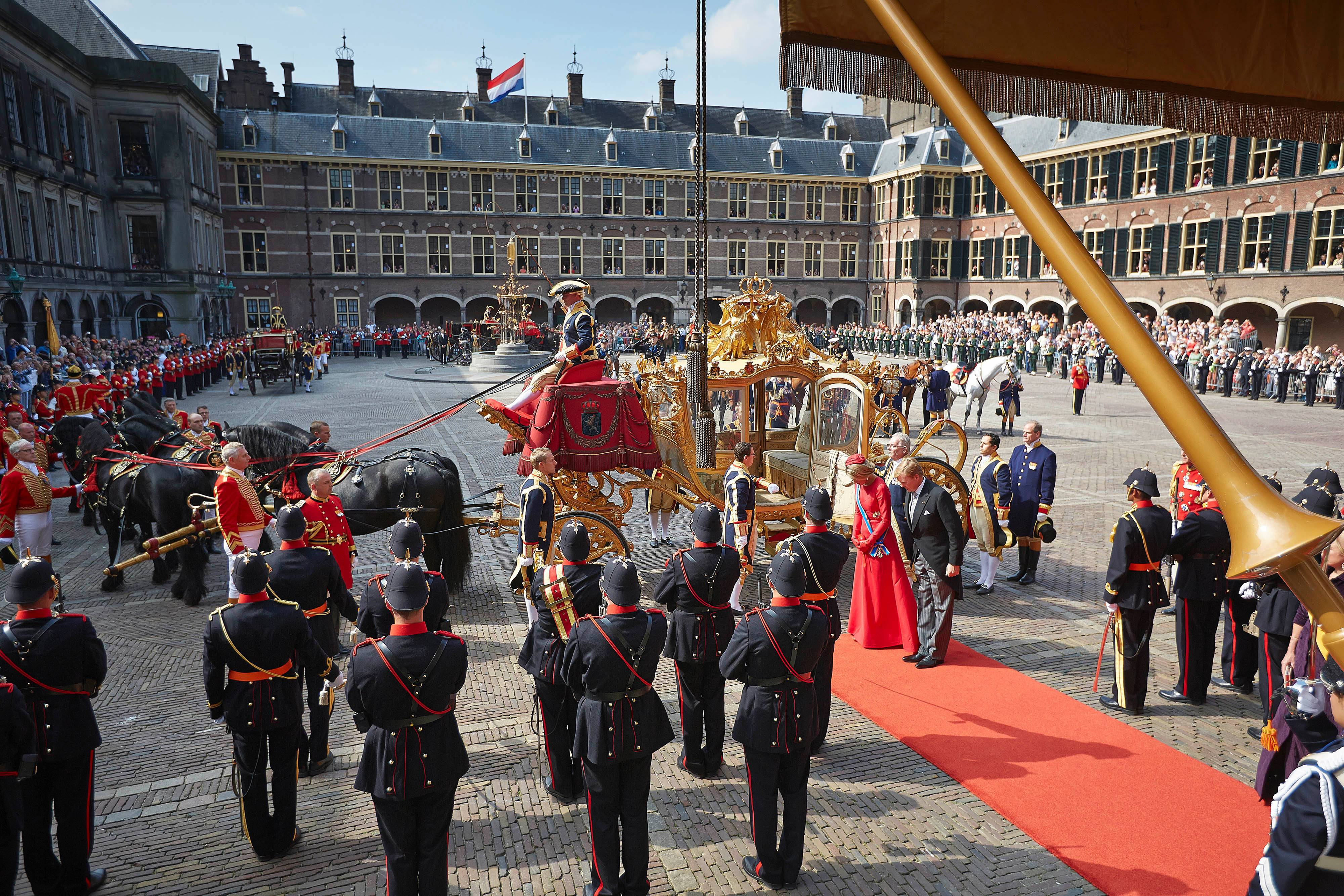
Król i Królowa przed wejściem do Ridderzaal
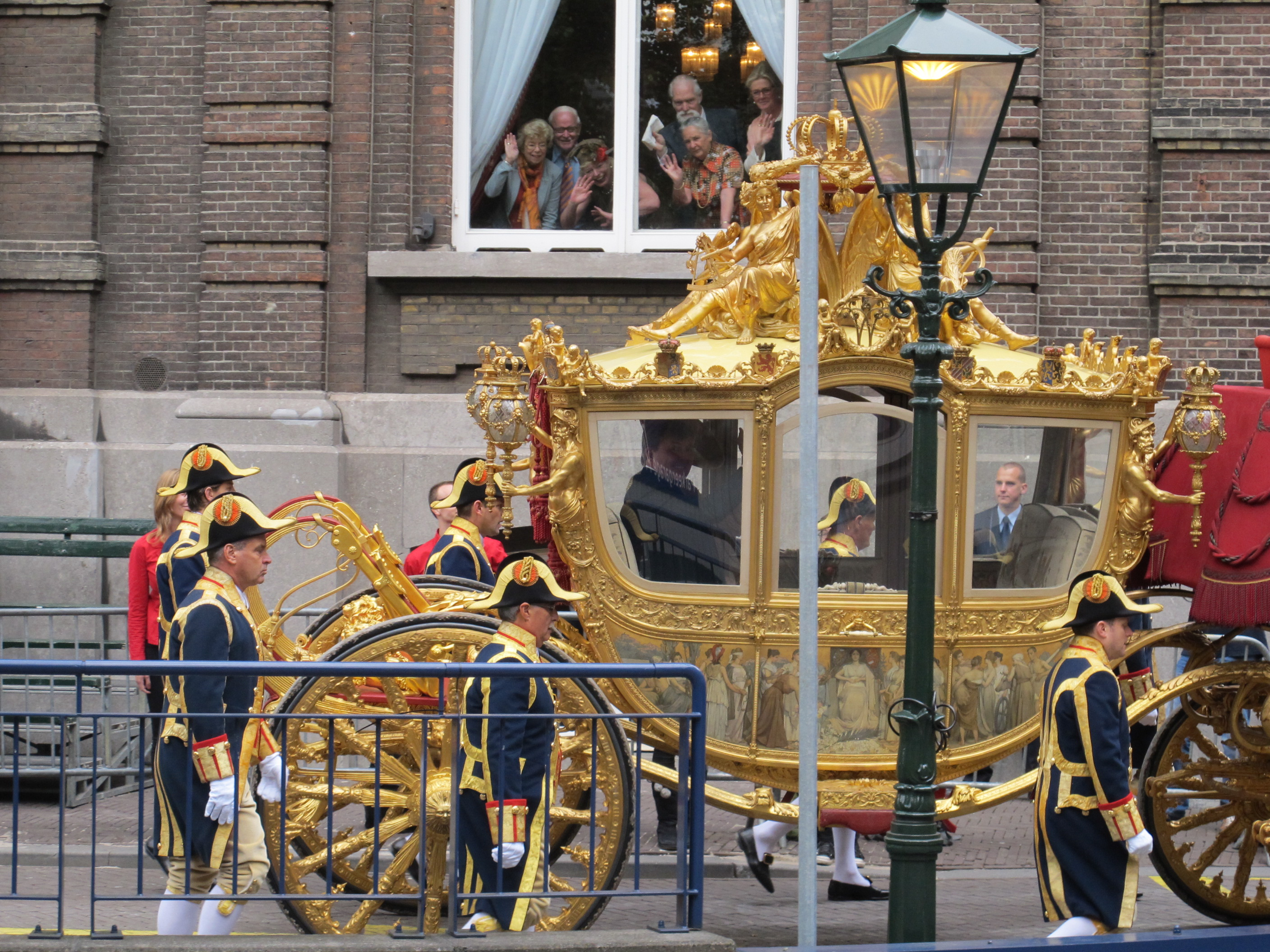
Złota kareta - Gouden Koets
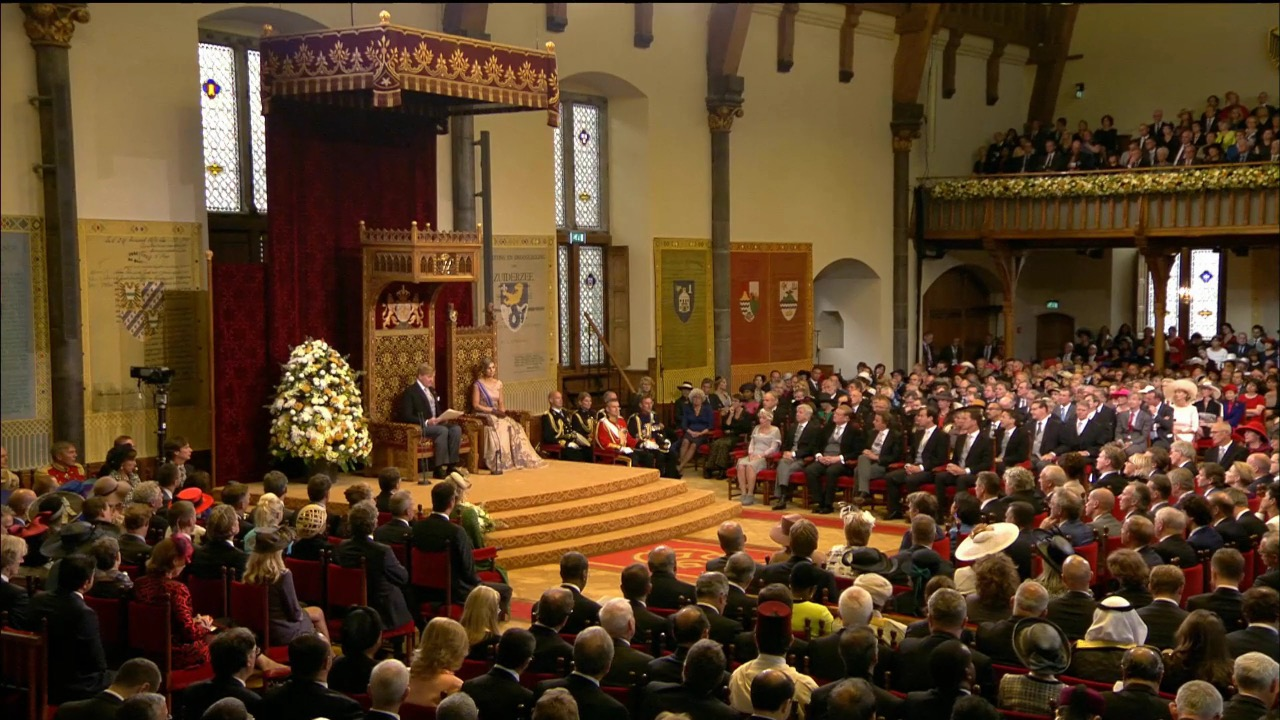
Król wygłasza mowę tronową.
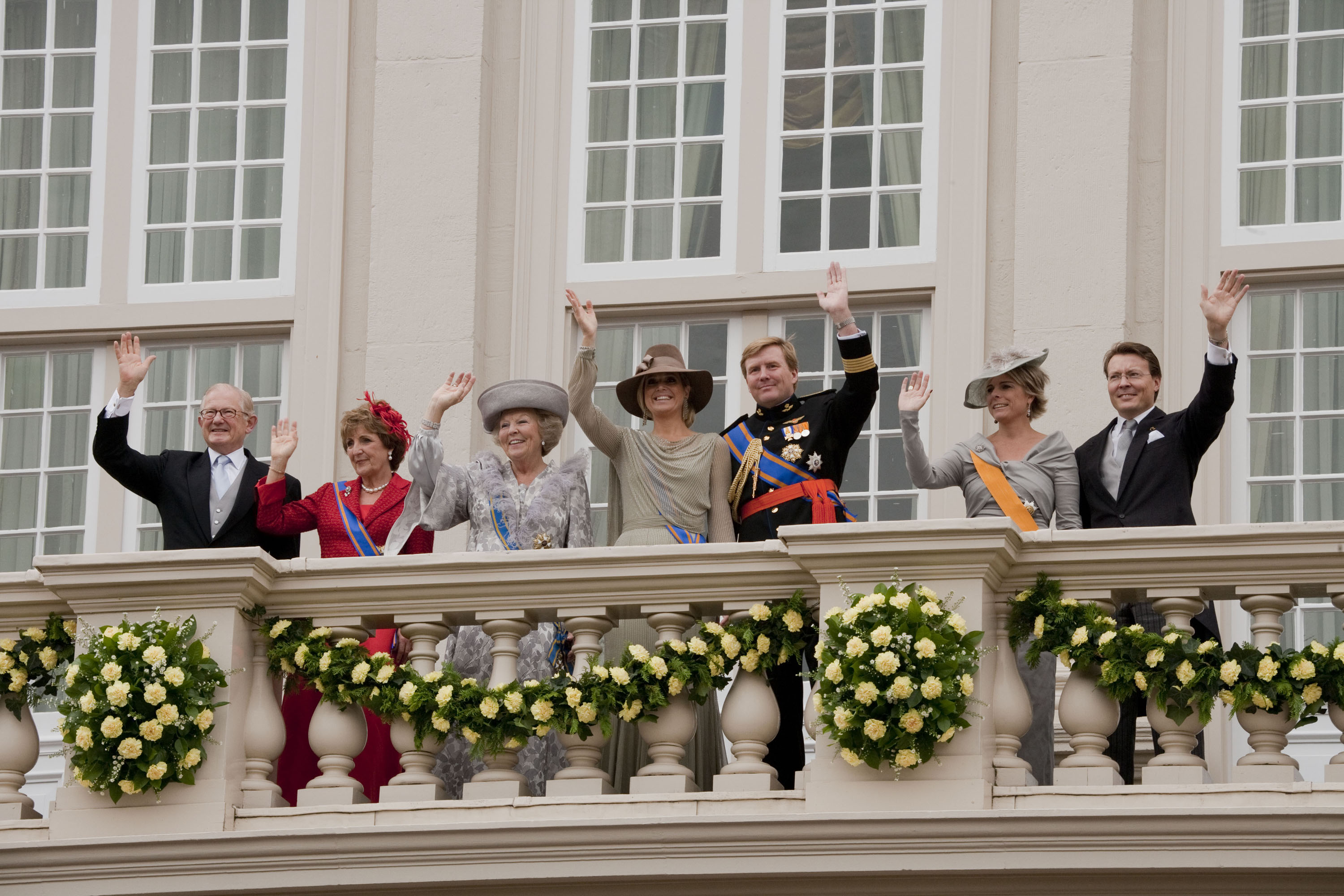
Scena Balkonowa